# Tự vứt bỏ

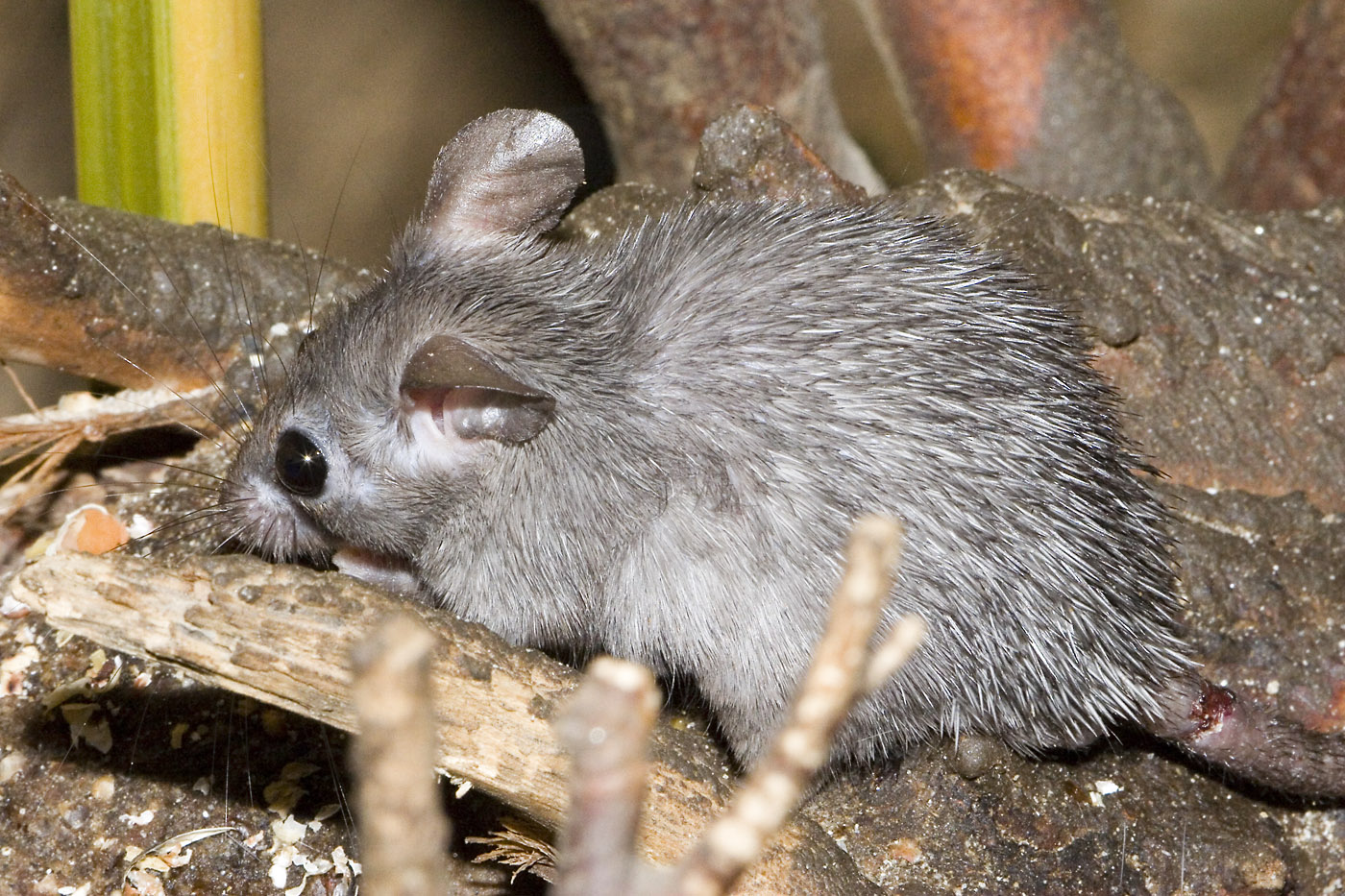
Chuột gai châu Phi và cái đuôi chuẩn bị vứt bỏ của nó

Tự vứt bỏ (Autotomy)  hay tự cắt cụt là hành vi mà một con vật rũ bỏ hoặc loại bỏ một hoặc nhiều phần phụ của chính thân thể nó, thường là một cơ chế tự vệ của động vật để trốn tránh sự truy bắt của kẻ săn mồi hoặc để đánh lạc hướng kẻ săn mồi và do đó cho phép trốn thoát. Một số động vật có khả năng tái tạo phần cơ thể bị mất sau đó.

## Các loài

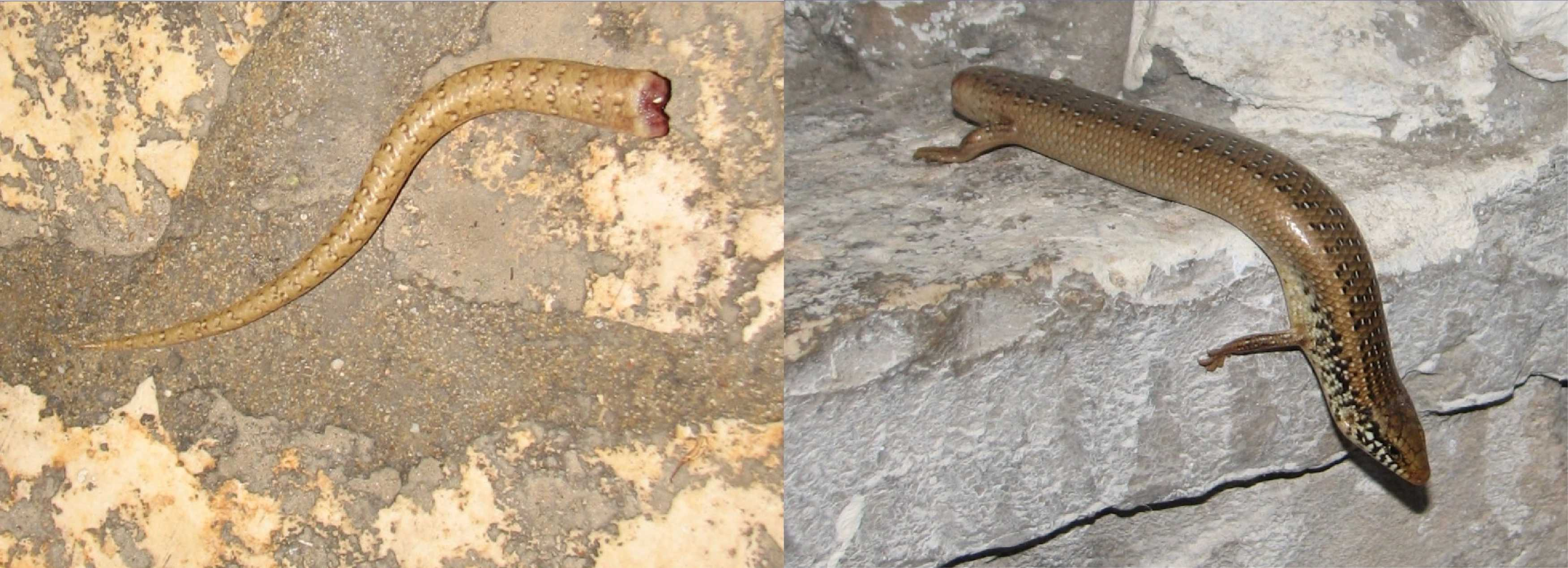
Thằn lằn đứt đuôi

Thạch sùng hay thằn lằn thường cắn đuôi để tìm cách chạy trốn. Khi đuôi rơi ra còn đang quằn quại sẽ làm kẻ thù chú ý, còn chủ nhân của đuôi thì đã chạy xa. Nhiều con thằn lằn có thể tự vứt bỏ chiếc đuôi của mình khi bị kẻ thù săn đuổi. Bằng cách hy sinh một phần thân thể, chúng có thể giải thoát cho mình và đánh lạc hướng sự chú ý của kẻ săn mồi. Kể cả khi cái đuôi đã bị tách ra, sự co thắt của dây thần kinh cũng khiến chiếc đuôi ngọ nguậy như thế nó vẫn đang sống.
Vật thể không đầu kỳ dị này sẽ khiến kẻ thù giật mình và giúp con thằn lằn cụt đuôi có cơ hội quý giá để chạy trốn. Một chiếc đuôi mới sẽ được mọc ra từ sụn, chiếc đuôi nguyên gốc thì bắt nguồn từ xương sống Loài thằn lằn màu xanh lá cây Anole (Anolis carolinensis) có thể hy sinh phần đuôi đề thoát khỏi động vật ăn thịt và sau đó mọc trở lại vì chúng có ít nhất 326 gene ở các khu vực cụ thể của đuôi tái tạo, gồm cả những gene liên quan đến sự phát triển của phôi thai, phản ứng các tín hiệu nội tiết tố và chữa lành vết thương.
Loài mực cũng có thể tự cắt phần xúc tu của mình để chạy trốn. Kèm theo đó nó sẽ phun ra một luồng ánh sáng để đánh lạc hướng kẻ thù hay con mồi tạo điều kiện cho mực tấn công hoặc trốn thoát. Phần cánh tay bị mất sau đó sẽ được mực tái sinh nhưng phải mất một thời gian. Sau khi tấn công đối phương, con mực ống bỏ trốn và để lại một đoạn xúc tu của nó. Việc con mực dùng vật thế thân để đánh lạc hướng của đối thủ được tin là cách giúp nó có đủ thời gian thoát khỏi kẻ thù. Giống như loài thằn lằn, con mực sau đó tái tạo đoạn xúc tu bị mất. Loài mực ống Octopoteuthis deletron có khả năng tự cắt bỏ một phần tua tay của mình khi tấn công hoặc khi bị kẻ thù tấn công để phòng vệ. Điều này khác với bạch tuộc là loài luôn tung ra toàn bộ xúc tu của mình khi ở trong tình thế căng thẳng, chúng sẽ cắt phần cánh tay ở gần đối tượng tấn công hơn nên giảm thiểu được sự mất mát của cơ thể.
Chuột gai châu Phi (Acomys percivali) là một trong những loài động vật sở hữu lớp da mỏng nhất thế giới và sở hữu khả năng tự tái tạo da để dễ dàng tự lột bỏ lớp da của mình khi gặp kẻ thù. Chuột gai châu Phi có thể trốn thoát kẻ thù ăn thịt như rắn, cú và đại bàng bằng cách tự lột phần lớn da của mình. Khi bị kẻ thù bắt, con chuột có thể lột bỏ 60% da của mình để tẩu thoát.. Do lớp biểu bì mềm bên dưới lớp da của loài chuột này đã giúp cho nó dễ dàng lột bỏ lớp da cũ. Da của chuột gai châu Phi cho thấy nó yếu hơn khoảng 20 lần và dễ xé rách hơn 77 lần so với da của chuột bạch thí nghiệm. Đặc điểm da dễ bị xé rách của loài chuột gai châu Phi có thể giúp chúng thoát khỏi kẻ thù, như rắn, chim cú và đại bàng. Khi bị tấn công, chúng sẵn sàng bỏ lại một phần da để thoát thân.
Một cơ chế tự vệ dị thường nhất tự nhiên được ghi nhận ở nhện, khi nhện mẹ mang bầu bị tấn công, các nhện con đã đột ngột thoát khỏi túi thai trên lưng nó ra ngoài cùng lúc. Khi bắt nhốt ba con nhện trưởng thành vào một cái bình thủy tinh. Một trong số những con nhện này là cá thể cái đang mang bầu. Một con nhện khác có vẻ hiếu chiến, hung hăng tiến lại gần nhện mẹ trước khi nhảy xổ vào vồ nó. Khi cuộc đụng độ bắt đầu, nhện mẹ dường như "phun trào" lũ con ra khỏi túi thai trên lưng, khiến chúng bò rải rác khắp chiếc bình đựng, con nhện gây hấn đơn giản có thể đã xé toạc túi thai mà các nhện cái thường phát triển trên lưng để chứa con. nhện mẹ đã tạo cho các con cơ hội sống sót tốt nhất khi gặp nguy hiểm, bằng cách thả chúng ra thế giới bên ngoài.

## Sách tham khảo
- Pakarinen, E (1994). “Autotomy in arionid and limacid slugs”. Journal of Molluscan Studies. 60 (1): 19–23. doi:10.1093/mollus/60.1.19.